# 流行鏈球菌
流行鏈球菌又稱為獸疫鏈球菌或马链球菌兽瘟亚种（学名：Streptococcus zooepidemicus，Streptococcus equi subsp. zooepidimicus），是一種流行性致病細菌，屬於兰斯菲尔德C组鏈球菌。此物种可引起多種動物感染發病，通常存在於動物的皮膚、呼吸道、扁桃體及生殖道，可导致各種家畜的炎症和敗血症，其中以馬最易感染。其臨床症狀主要表現為敗血症、腦膜炎和關節炎等。雖然主要是使動物發病，但它也是人畜共通的病原菌，雖然不是很常見，但人類可因攝取被該菌污染的食品或與生病動物接觸，而引發該病。國際間相關醫學報導屢見不鮮，流行鏈球菌在2016年8月於美國西雅圖才再度發生致死的病例。
2018年10月美國一間動物收容所爆發流行鏈球菌“Strep Zoo”群聚感染事件而關閉。
而在2019年5月流行鏈球菌造成一位南非女孩突然失去視力。

## 外部連結
- Woman's Deadly Infection Linked to Horse Riding  （页面存档备份，存于）
- Doctors: Woman caught deadly infection from horse- CBS News （页面存档备份，存于）
- Animal shelter shut down after 'Strep Zoo' outbreak- CBS46 News （页面存档备份，存于）
- Bug normally linked to horses caused temporary vision loss in a girl （页面存档备份，存于）